# Cebysa dilecta
Cebysa dilecta är en fjärilsart som beskrevs av Walker 1854. Cebysa dilecta ingår i släktet Cebysa och familjen säckspinnare. Inga underarter finns listade i Catalogue of Life.